# Instytut Maszyn Przepływowych im. Roberta Szewalskiego Polskiej Akademii Nauk

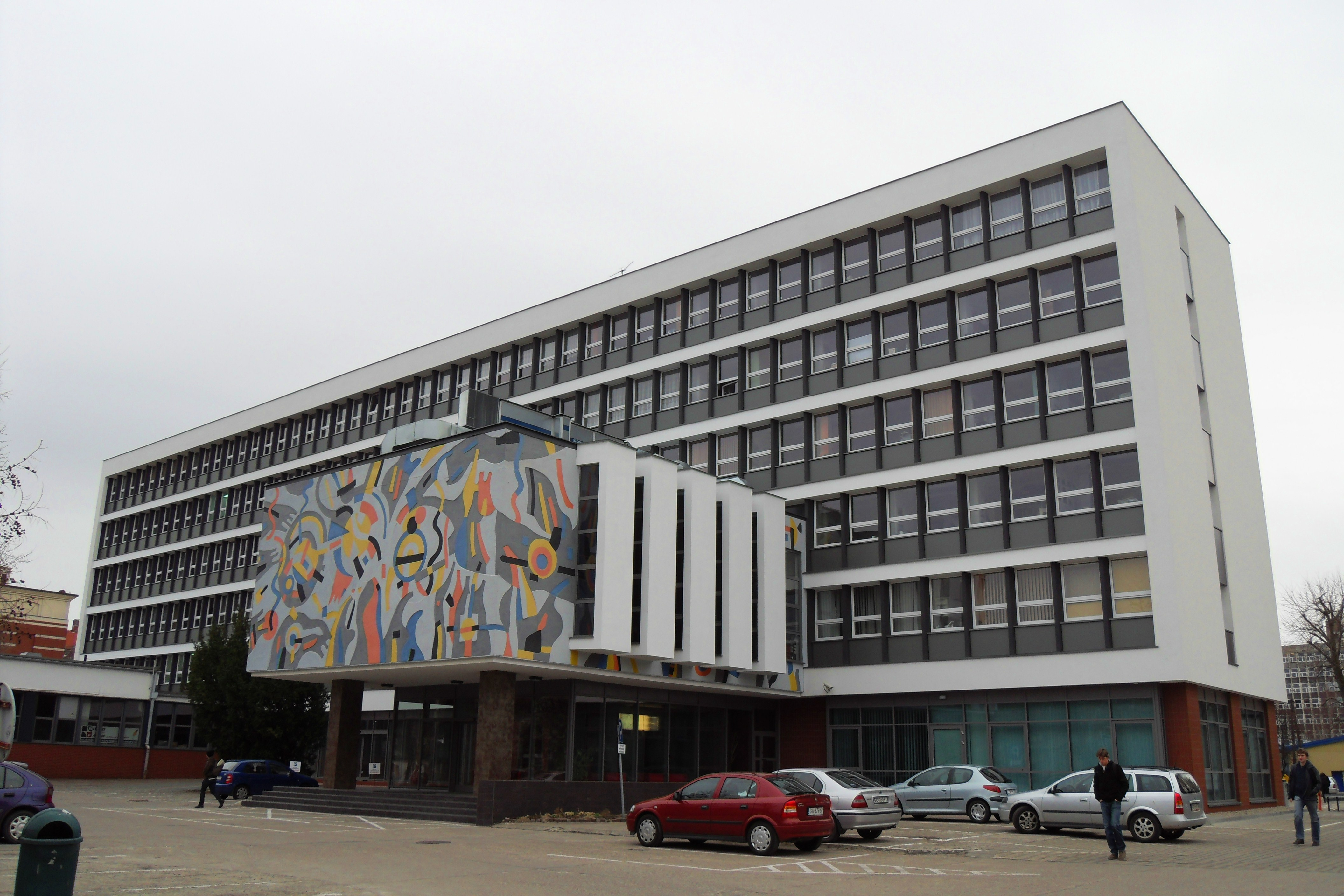
Instytut Maszyn Przepływowych

Instytut Maszyn Przepływowych im. Roberta Szewalskiego (IMP PAN) – instytut naukowy Polskiej Akademii Nauk z siedzibą w Gdańsku. Został założony w 1956 roku.

## Zakres działalności
Instytut zajmuje się takimi dziedzinami jak: 
- mechanika płynów,
- przepływy wielofazowe,
- termodynamika i wymiana cieplna,
- fizyka plazmy,
- technika laserowa,
- mechanika maszyn,
- tribologia i diagnostyka maszyn energetycznych.

## Struktura naukowa
- Ośrodek Mechaniki Cieczy
  - Zakład Maszyn i Urządzeń Hydraulicznych
  - Zakład Hydrodynamiki i Przepływów Wielofazowych
  - Pracownia Kawitacji
- Ośrodek Termomechaniki Płynów
  - Zakład Aerodynamiki Turbin
  - Zakład Przepływów Transonicznych
  - Zakład Przepływów z Reakcjami Chemicznymi
  - Zakład Energii Odnawialnych
  - Zakład Wymiany Ciepła
  - Zakład Termodynamiki
  - Pracownia Elektrohydrodynamiki Przepływów Dwufazowych
  - Pracownia Przepływów Niestacjonarnych
- Ośrodek Techniki Plazmowej i Laserowej
  - Zakład Elektrodynamiki Gazów Zjonizowanych
  - Zakład Fotofizyki i Techniki Laserowej
  - Zakład Zastosowania Techniki Plazmowej i Laserowej
- Ośrodek Mechaniki Maszyn
  - Zakład Mechaniki Struktur Inteligentnych
  - Zakład Dynamiki i Diagnostyki Turbin
  - Zakład Aerosprężystości